# Europa Cup (korfbal) 1971
De Europacup korfbal 1971 was de 5e editie van dit internationale korfbaltoernooi. 
Het deelnemersveld bestond uit 2 teams uit 3 landen, namelijk Nederland, België en Groot-Brittannië. Van elk deelnemend land werd 1 team in 1 poule geplaatst. Na een kleine poulefase volgden de finalewedstrijden.

## Deelnemers
Poule A
| Club    | Plaats    | Poule |
| ------- | --------- | ----- |
| LUTO    | Amsterdam | A     |
| Scaldis | Antwerpen | A     |
| Mitcham | Londen    | A     |

Poule B
| Club          | Plaats    | Poule |
| ------------- | --------- | ----- |
| Ons Eibernest | Den Haag  | B     |
| ATBS          | Antwerpen | B     |
| Bec           | Londen    | B     |

## Het Toernooi

### Poulefase Wedstrijden
Poule A
| Thuisploeg |   | Uitploeg | Uitslag |
| ---------- | - | -------- | ------- |
| LUTO       | - | Mitcham  | 4-2     |
| LUTO       | - | Scaldis  | 6-0     |
| Scaldis    | - | Mitcham  | 8-2     |

Poule B
| Thuisploeg    |   | Uitploeg | Uitslag |
| ------------- | - | -------- | ------- |
| Ons Eibernest | - | ATBS     | 12-8    |
| Ons Eibernest | - | Bec      | 12-2    |
| ATBS          | - | Bec      | 3-2     |

## Finales
| 5e&6e plaats |         |    |
|              |         |    |
|              | Mitcham | 3  |
|              | ATBS    | 12 |

| 3e&4e plaats |         |    |
|              |         |    |
|              | Scaldis | 11 |
|              | Bec     | 5  |

| Finale |               |   |
|        |               |   |
| A1     | LUTO          | 3 |
| B1     | Ons Eibernest | 6 |

| Kampioen EuropaCup 1971   |
| ------------------------- |
| Ons Eibernest Derde titel |

## Eindklassement
| Positie | Club          |
| ------- | ------------- |
| Goud    | Ons Eibernest |
| Zilver  | LUTO          |
| Brons   | Scaldis       |
| 4       | Bec           |
| 5       | ATBS          |
| 6       | Mitcham       |